# VI. Iván orosz cár
VI. Iván (oroszul: Иоанн VI; Иоанн Антонович, teljes neve Ivan Antonovics von Braunschweig-Wolfenbüttel), (Szentpétervár, 1740. augusztus 12./23. – Slisszelburg, 1764. július 5./16.) orosz cár, trónra lépett 1740. október 17-én, megfosztották a hatalmától 1741. november 25-én. Édesanyja és egyben régense Anna Leopoldovna mecklenburg-schwerini hercegnő, édesapja II. Antal Ulrik braunschweig-lüneburgi herceg.

## Uralkodása
Iván alig két hónaposan lépett Oroszország élére. Elődje, Anna orosz cárnő Biront nevezte ki mellé régensnek, őt azonban 1740. november 8-án a riválisa, Burkhard Christoph von Münnich államcsínnyel megbuktatta, és száműzték Szibériába.
A fiatal cár mellett édesanyja, Anna Leopoldovna lett a régens, akit azonban nem foglalkoztattak az államügyek. A kormányzatban eleinte Münnich játszotta a vezető szerepet, ő azonban 1741 márciusában lemondott, mert a kormányzaton belüli felelősség megosztása csökkentette a hatalmát.
A kabinet megpróbálta felgyorsítani a kérvények elbírálását, és összeállítani egy mindenre kiterjedő költségvetést. A hadseregből rengeteg panasz érkezett a gyatra minőségű egyenruhák miatt, így ellenőrizték a textilipart, 15 órás munkaidőt és évi 15 rubeles minimálbért szabtak meg.
Osterman figyelmeztette Anna Leopoldovnát, hogy I. Péter és I. Katalin lányát, Erzsébetet a francia és a svéd nagykövet összeesküvésre buzdítja. Anna Leopoldovna 1741 novemberében nekiszegezte a kérdést Erzsébetnek, hogy mindez igaz-e. Természetesen Erzsébet tagadott.
Bár kibékültek, Anna parancsot adott a gárda egységeinek, Erzsébet legfőbb támogatóinak, hogy hagyják el a fővárost. Erzsébet, attól való félelmében, hogy kolostorba kényszerítik, 1741. november 25-én a Preobrazsenszkij gárda élére állt, és elfogatta a régensnőt. Ezzel tulajdonképpen vége is szakadt VI. Iván egy évig tartó uralkodásának.

## Fogsága
Erzsébet azt ígérte, hazaengedi Ivánt és családját Németországba, de 1744-ig fogságban tartotta őket. Ekkor úgy döntött, a famíliát Oroszország legészakibb részére költöztetteti. Anna Leopoldovna Holmogori városában 1746-ban belehalt a szülésbe. VI. Ivánt elszakították a családjától, egy magánzárkában nőtt fel. Erzsébet azt parancsolta, hogy bármilyen szökési kísérlet esetén meg kell ölni a gyereket, és 1756-ban átszállíttatta a Slisszelburg erődbe.
Családja továbbra is Holmogoriban, házi őrizetben maradt. VI. Iván édesapja, Antal Ulrik ott is halt meg 1774-ben. 1780-ban II. Katalin orosz cárnő megengedte a túlélő gyermekeknek, hogy Dániába költözzenek, és a cárnő által kiutalt kegydíjból élhettek.

## Halála
1762-ben, nem sokkal trónra lépése után II. Katalin meglátogatta az „1. számú névtelen foglyot”, ahogy Ivánt emlegették. Ennek ellenére ő is úgy rendelkezett, hogy bármilyen menekülési kísérlet miatt azonnal meg kell ölni a fiút.
1764. július 5-én, éjfél körül egy elégedetlen ukrán katonatiszt, Mirovics megpróbálta kihozni Ivánt, ám őt azonnal agyonszúrta két őre, Vlaszov és Csekin.